# Cantón de Amou
El cantón de Amou era una división administrativa francesa, que estaba situada en el departamento de Landas y la región de Aquitania.

## Composición
El cantón estaba formado por dieciséis comunas:
- Amou
- Argelos
- Arsague
- Bassercles
- Bastennes
- Beyries
- Bonnegarde
- Brassempouy
- Castaignos-Souslens
- Castelnau-Chalosse
- Castel-Sarrazin
- Donzacq
- Gaujacq
- Marpaps
- Nassiet
- Pomarez

## Supresión del cantón de Amou
En aplicación del Decreto n.º 2014-181 de 18 de febrero de 2014, el cantón de Amou fue suprimido el 22 de marzo de 2015 y sus 16 comunas pasaron a formar parte del nuevo cantón de Ladera de Chalosse.